# Vellereophyton lasianthum
Vellereophyton lasianthum là một loài thực vật có hoa trong họ Cúc. Loài này được (Schltr. & Moeser) Hilliard miêu tả khoa học đầu tiên năm 1981.